# Critérium International 2006
Il Critérium International 2006, settantacinquesima edizione della corsa e valida come evento del circuito UCI Europe Tour 2006 categoria 2.HC. Si svolse su tre tappe dal 25 al 26 marzo 2006 da Sedan a Charleville-Mézières, su un percorso totale di 301,3 km. Fu vinto dall'italiano Ivan Basso che terminò la gara con il tempo di 7 ore 17 minuti e 3 secondi, alla media di 41,364 km/h.
Al traguardo finale di Charleville-Mézières 63 ciclisti completarono la gara.

## Tappe
| Tappa  | Data     | Percorso                                   | km    | Vincitore di tappa    | Leader cl. generale |
| ------ | -------- | ------------------------------------------ | ----- | --------------------- | ------------------- |
| 1ª     | 25 marzo | Sedan > Charleville-Mézières               | 192   | Erik Dekker           | Erik Dekker         |
| 2ª     | 26 marzo | Les Vieilles Forges > Monthermé            | 101   | Ivan Basso            | Ivan Basso          |
| 3ª     | 26 marzo | Charleville-Mézières (Cronom. individuale) | 8,3   | José Alberto Martínez | Ivan Basso          |
| Totale | Totale   | Totale                                     | 301,3 |                       |                     |

## Squadre e corridori partecipanti
| N.      | Cod. | Squadra                        |
| ------- | ---- | ------------------------------ |
| 1-8     | CSC  | Team CSC                       |
| 11-18   | RAB  | Rabobank                       |
| 21-28   | LSW  | Liberty Seguros-Würth          |
| 31-38   | COF  | Cofidis                        |
| 41-48   | CEI  | Caisse d'Epargne-Illes Balears |
| 51-58   | PHO  | Phonak Hearing Systems         |
| 61-68   | TMO  | T-Mobile Team                  |
| 71-78   | A2R  | AG2R Prévoyance                |
| 81-88   | BAR  | Barloworld                     |
| 91-98   | BTL  | Bouygues Télécom               |
| 101-108 | EUS  | Euskaltel-Euskadi              |

| N.      | Cod. | Squadra                        |
| ------- | ---- | ------------------------------ |
| 111-118 | C.A  | Crédit Agricole                |
| 121-128 | MRM  | Team Milram                    |
| 131-138 | FDJ  | Française des Jeux             |
| 141-148 | AGR  | Agritubel                      |
| 151-158 | GST  | Gerolsteiner                   |
| 161-168 | LAN  | Landbouwkrediet-Colnago        |
| 171-178 | ECV  | Comunidad Valenciana           |
| 181-188 | AGC  | Team 3C Casalinghi Jet-Androni |
| 191-198 | UNI  | Unibet.com                     |
| 201-208 | REG  | Relax-GAM                      |

## Dettagli delle tappe

### 1ª tappa
- 25 marzo: Sedan > Charleville-Mézières – 192 km

Risultati
| Pos. | Corridore     | Squadra     | Tempo    |
| ---- | ------------- | ----------- | -------- |
| 1    | Erik Dekker   | Rabobank    | 4h29'14" |
| 2    | Ivan Basso    | Team CSC    | s.t.     |
| 3    | Andrij Hrivko | Team Milram | a 2"     |

| Pos. | Corridore     | Squadra     | Tempo    |
| ---- | ------------- | ----------- | -------- |
| 1    | Erik Dekker   | Rabobank    | 4h29'04" |
| 2    | Ivan Basso    | Team CSC    | a 4"     |
| 3    | Andrij Hrivko | Team Milram | a 8"     |

### 2ª tappa
- 26 marzo: Les Vieilles Forges > Monthermé – 101 km

Risultati
| Pos. | Corridore             | Squadra         | Tempo    |
| ---- | --------------------- | --------------- | -------- |
| 1    | Ivan Basso            | Team CSC        | 2h37'45" |
| 2    | Aleksandr Bočarov     | Crédit Agricole | s.t.     |
| 3    | Juan Carlos Domínguez | Unibet.com      | s.t.     |

| Pos. | Corridore     | Squadra     | Tempo    |
| ---- | ------------- | ----------- | -------- |
| 1    | Ivan Basso    | Team CSC    | 7h06'53" |
| 2    | Erik Dekker   | Rabobank    | a 11"    |
| 3    | Andrij Hrivko | Team Milram | a 1'06"  |

### 3ª tappa
- 26 marzo: Charleville-Mézières – Cronometro individuale – 8,3 km

Risultati
| Pos. | Corridore             | Squadra     | Tempo  |
| ---- | --------------------- | ----------- | ------ |
| 1    | José Alberto Martinez | Agritubel   | 10'08" |
| 2    | Ivan Basso            | Team CSC    | a 1"   |
| 3    | Andrij Hrivko         | Team Milram | a 4"   |

| Pos. | Corridore     | Squadra     | Tempo    |
| ---- | ------------- | ----------- | -------- |
| 1    | Ivan Basso    | Team CSC    | 7h17'03" |
| 2    | Erik Dekker   | Rabobank    | a 27"    |
| 3    | Andrij Hrivko | Team Milram | a 1'08"  |

## Classifiche finali

### Classifica generale - Maglia gialla
| Pos. | Corridore             | Squadra         | Tempo    |
| ---- | --------------------- | --------------- | -------- |
| 1    | Ivan Basso            | Team CSC        | 7h17'03" |
| 2    | Erik Dekker           | Rabobank        | a 27"    |
| 3    | Andrij Hrivko         | Team Milram     | a 1'08"  |
| 4    | José Iván Gutiérrez   | Caisse d'Epar.  | a 1'22"  |
| 5    | Ronny Scholz          | Gerolsteiner    | a 1'31"  |
| 6    | Igor Astarloa         | Barloworld      | a 1'32"  |
| 7    | Constantino Zaballa   | Caisse d'Epar.  | a 1'53"  |
| 8    | Pieter Weening        | Rabobank        | a 1'58"  |
| 9    | Juan Carlos Domínguez | Unibet.com      | a 2'04"  |
| 10   | Aleksandr Bočarov     | Crédit Agricole | a 2'19"  |

### Classifica a punti
| Pos. | Corridore             | Squadra        | Punti |
| ---- | --------------------- | -------------- | ----- |
| 1    | Ivan Basso            | Team CSC       | 39    |
| 2    | Erik Dekker           | Rabobank       | 23    |
| 3    | Andrij Hrivko         | Team Milram    | 20    |
| 4    | José Iván Gutiérrez   | Caisse d'Epar. | 20    |
| 5    | José Alberto Martinez | Agritubel      | 15    |

### Classifica scalatori
| Pos. | Corridore          | Squadra         | Punti |
| ---- | ------------------ | --------------- | ----- |
| 1    | David López García | Lampre          | 36    |
| 2    | Alberto Contador   | Team CSC        | 12    |
| 3    | Ivan Basso         | Franç. des Jeux | 10    |
| 4    | Aleksandr Bočarov  | Crédit Agricole | 8     |
| 5    | Erik Dekker        | Rabobank        | 6     |

### Classifica giovani
| Pos. | Corridore      | Squadra       | Tempo    |
| ---- | -------------- | ------------- | -------- |
| 1    | Andrij Hrivko  | Team Milram   | 7h18'11" |
| 2    | Pieter Weening | Rabobank      | a 50"    |
| 3    | Bernhard Kohl  | T-Mobile Team | a 2'14"  |
| 4    | Moisés Dueñas  | Agritubel     | a 2'28"  |
| 5    | Marco Osella   | 3C Casal.     | a 5'51"  |

### Classifica a squadre
| Pos. | Squadra                        | Tempo     |
| ---- | ------------------------------ | --------- |
| 1    | Agritubel                      | 22h00'53" |
| 2    | Rabobank                       | a 32"     |
| 3    | Caisse d'Epargne-Illes Balears | a 1'19"   |